# Зоовч Овоо (урановое месторождение)
Зоовч Овоо, англ. Zoovch Ovoo — крупное урановое месторождение в восточной Монголии. Открыто в апреле 2013 года. Суммарные запасы месторождения оцениваются в 50 тыс. тонн с содержанием урана - 0,01%.
Территория проекта расположена в районе Улаанбадрах, в юго-восточной провинции Монголии - Дорногови.
Урановая минерализация относится к ролловому типу и может быть добыта наименее дорогим и наиболее эффективным способом подземного выщелачивания.
Месторождение открыто французским атомным гигантом - AREVA.